# تاريخ طب النفس

## العصور القديمة

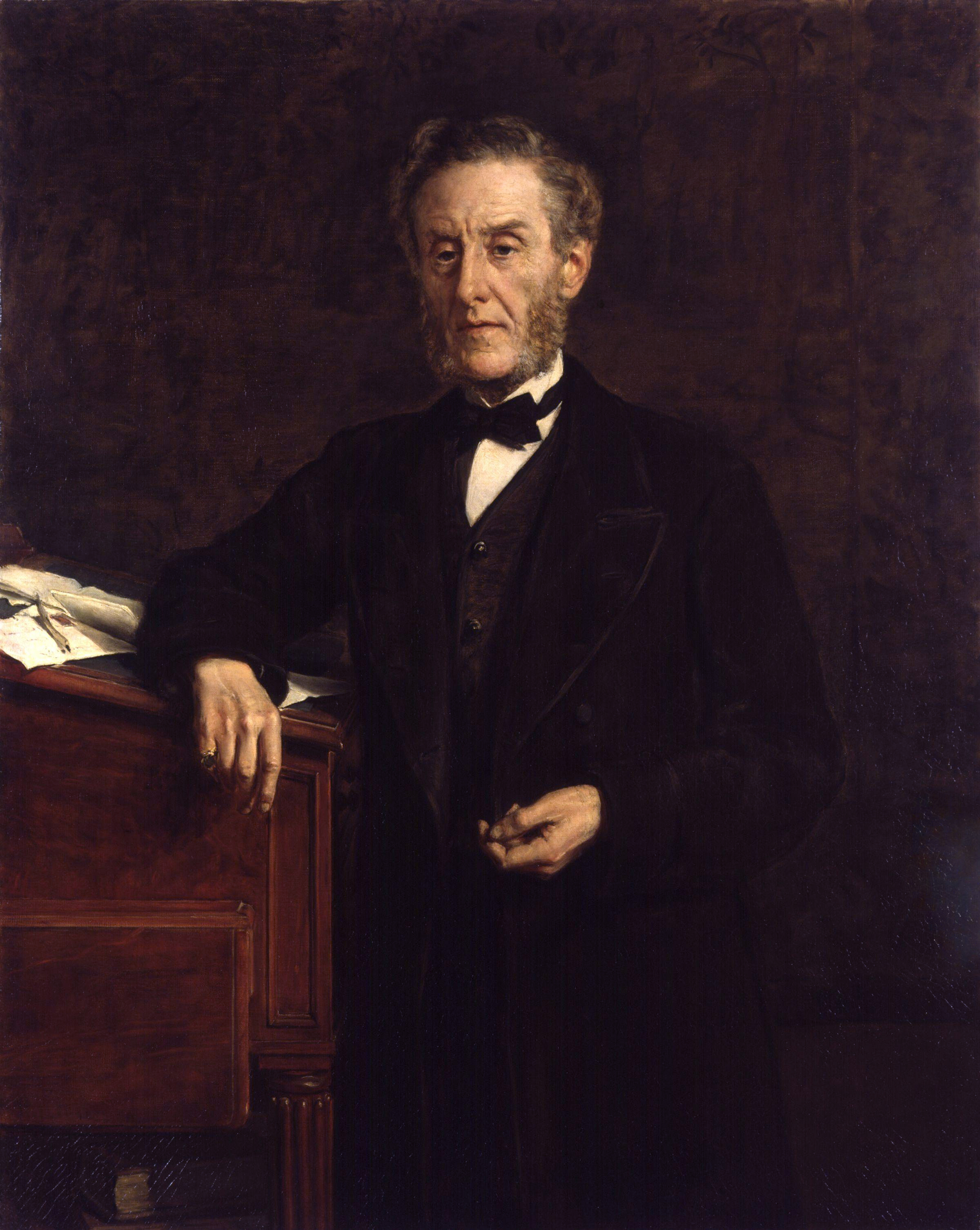
اللورد شافتسبري، ناشط قوي لإصلاح قانون الطب النفسي في إنجلترا، ورئيس لجنة الطب النفسي لمدة 40 عامًا.

يمكن تتبع تاريخ التخصص في الطب النفسي بدايةً في الهند القديمة. حيث تتضمن أقدم النصوص الطب النفسي، كنص الإيورفيدا،  وشاراكا سامهيتا. وقد نُشأت بعض المستشفيات الأولى لعلاج الأمراض العقلية خلال القرن الثالث قبل الميلاد.
وخلال القرن الخامس قبل الميلاد، اعتُبرت الاضطرابات العقلية، وخاصة تلك ذات السمات الذهانية، خارقة في الأصل،  وهي وجهة نظر كانت موجودة في جميع أنحاء اليونان القديمة وروما. ترجع بدايات تاريخه كتخصص طبي إلى منتصف القرن التاسع عشر، على الرغم من إمكانية تتبع إنباته في أواخر القرن الثامن عشر. نشأت بعض الكتيبات المبكرة حول الاضطرابات النفسية من قبل الإغريق، في القرن الرابع قبل الميلاد. وافترض أبقراط أن التشوهات الفيزيولوجية قد تكون أصل الاضطرابات العقلية.
لجأ القادة الدينيون غالبًا إلى طقوس وممارسات خاصة لطرد الأرواح الشريرة لعلاج الاضطرابات النفسية، وغالبًا ما كانوا يستخدمون طرقًا يعتبرها الكثيرون قاسية أو بربرية.

## العصور الوسطى
بُني عدد من المستشفيات المعروفة باسم الـ «بيمارستان» في جميع أنحاء البلدان العربية، ابتداءً من حوالي أوائل القرن التاسع، وكان الأول في بغداد. أحيانًا كانت تحوي أجنحة للمرضى العقليين، على وجه الخصوص للمرضى الذين يظهرون العنف أو يعانون مرضًا مزمنًا موهنًا.
من بين الأطباء الذين كتبوا عن الاضطرابات النفسية وعلاجها في العصر الإسلامي في العصور الوسطى محمد بن زكريا (الرازي)، والطبيب العربي نجاب الدين محمد، وأبو علي الحسين بن عبد الله بن سينا، المعروف في الغرب بابن سينا.
بنيت المستشفيات المتخصصة في أوروبا في العصور الوسطى منذ القرن الثالث عشر لعلاج الاضطرابات النفسية، ولكن استخدمت فقط كمؤسسات رعاية ولم تقدم أي نوع من العلاج.

## أوائل العصور الحديثة

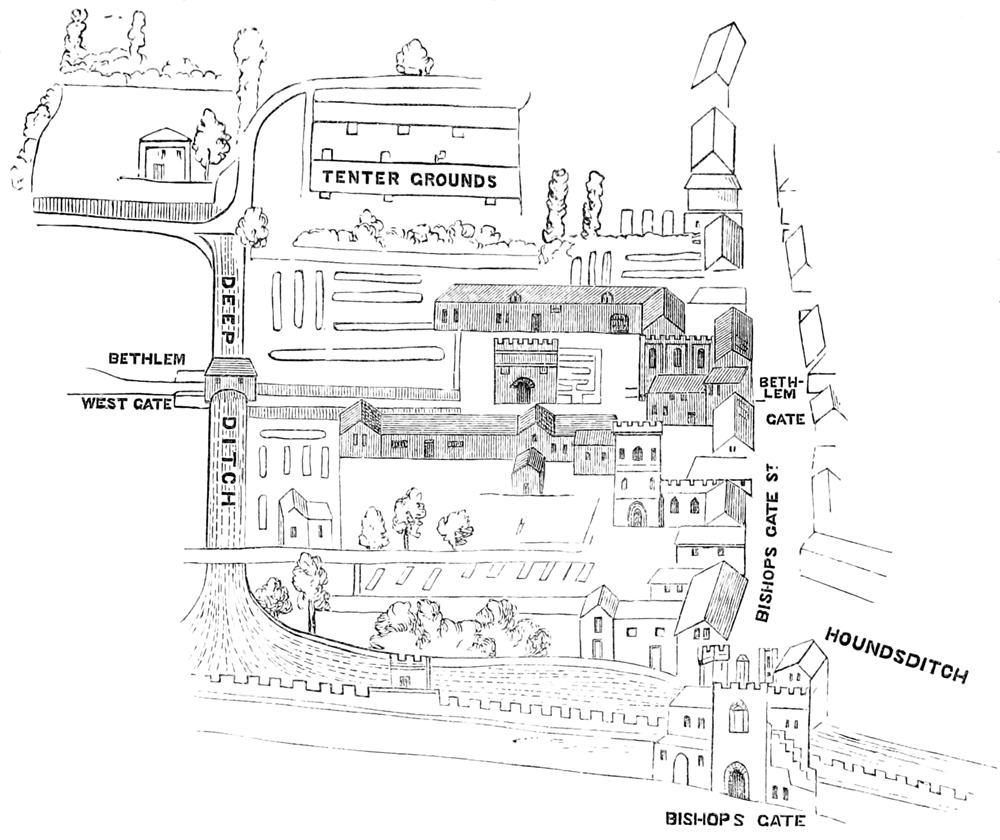
مخطط مستشفى بيتليم الملكي، ملجأ عام للمصابين بأمراض عقلية.

تأسست مستشفى بيتليم الملكي في لندن في القرن الثالث عشر، وكانت واحدة من أقدم مصحات الأمراض العقلية. بارة عن مبنى مفتوح لسكانها للتجول حول حدودها وربما في جميع أنحاء الحي العام الذي يقع فيه المستشفى. وفي عام 1676، توسعت بيتليم إلى مبانٍ مبنية حديثًا في مورفيلدز بسعة 100 نزيل.
في عام 1621، نشر عالم الرياضيات والمنجم والباحث بجامعة أكسفورد روبرت بيرتون إحدى أقدم الأطروحات عن المرض العقلي، وهو تشريح عن الكآبة، ما هي: بكل أنواعها وأسبابها وأعراضها وتنبؤاتها وعلاجاتها المتعددة.
اعتقد بيرتون أنه «لا يوجد سبب أكبر للكآبة سوى الكسل، ولا يوجد علاج أفضل من العمل التجاري». وعلى عكس فيلسوف العلوم الإنجليزي فرانسيس بيكون، جادل بيرتون بأن معرفة العقل الباطن، هي أكبر حاجة للبشرية، لا العلوم الطبيعية. وفي عام 1656، أنشأ لويس الرابع عشر في فرنسا نظام المستشفيات العامة لأولئك الذين يعانون اضطرابات نفسية، ولكن كما هو الحال في إنجلترا، لم يطبق أي علاج حقيقي.

## الإصلاح النفسي
خلال عصر التنوير، بدأت المواقف تجاه المرضى عقليًا تتغير. أصبح يُنظر إليه على أنه اضطراب يتطلب علاجًا عطوفًا من شأنه أن يساعد في إعادة تأهيل الضحية.
وفي عام 1758 كتب الطبيب الإنجليزي ويليام باتي أطروحته عن الجنون حول إدارة الاضطرابات النفسية.

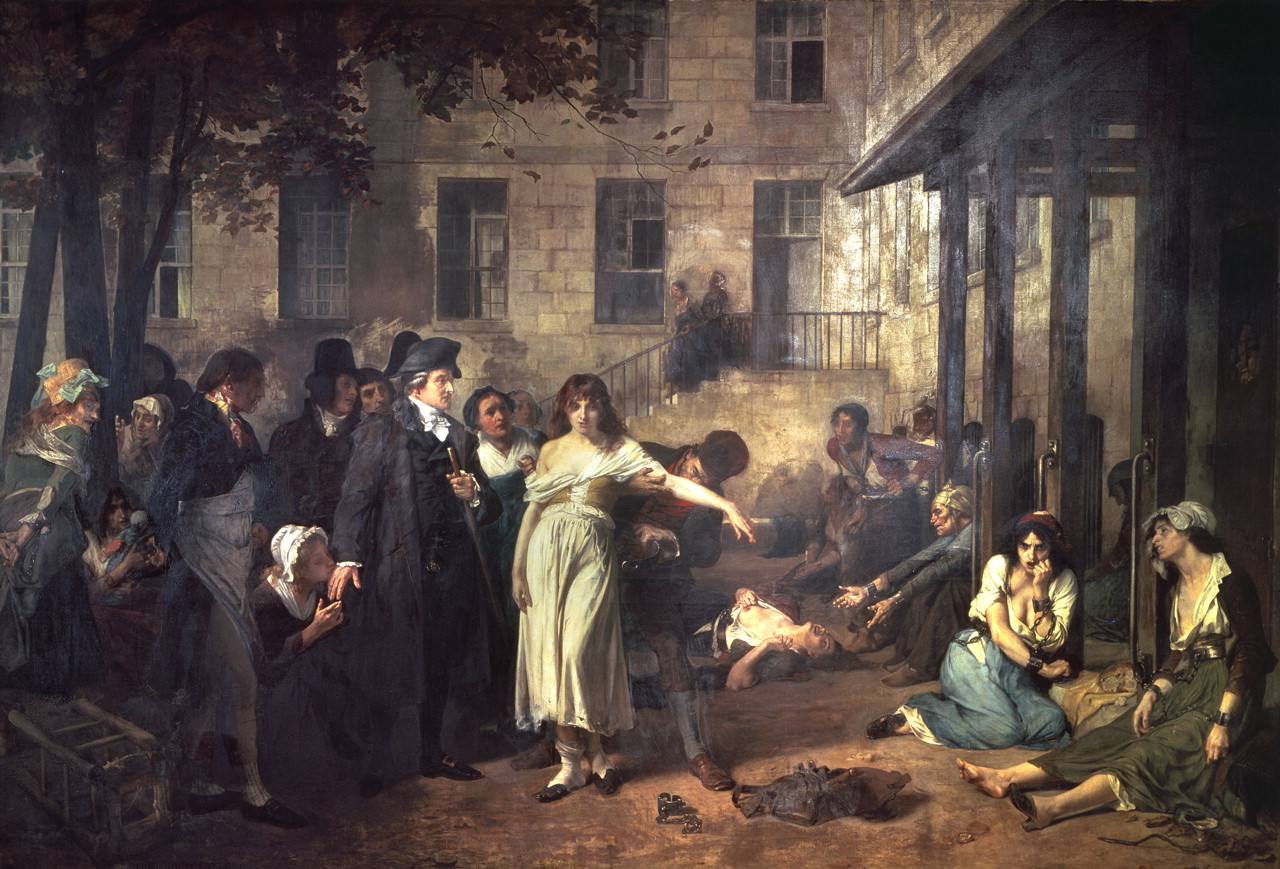
Dr. Philippe Pinel at the Salpêtrière, 1795 by Tony Robert-Fleuryلوحة الدكتور فيليب بينيل في،1795 بواسطة توني روبرت فلوري. يأمربينيل بإزالة السلاسل من المرضى في Paris Asylum للنساء المجانين.

لقد كان نقدًا موجهًا بشكل خاص إلى مستشفى بيتليم، حيث استمر النظام المحافظ في استخدام العلاج الهمجي المتمثل بالحجز. لذا دافع باتي عن إدارة مخصصة للمرضى تنطوي على النظافة والطعام الجيد والهواء النقي وإلهاء الأصدقاء والعائلة. وجادل بأن الاضطراب العقلي نشأ من خلل في مادة الدماغ والجسم لا من الأعمال الداخلية للعقل.
وبعد ثلاثين عامًا، عُرف أن الملك جورج الثالث الحاكم في إنجلترا يعاني اضطرابًا عقليًا. لذا أصبح ينظر إلى المرض العقلي على أنه شيء يمكن علاجه والشفاء منه. وبدأ إدخال العلاج الأخلاقي بشكل مستقل من قبل الطبيب الفرنسي فيليب بينيل والإنجليزي كويكر ويليام توك. وفي عام 1792 أصبح بينيل كبير الأطباء في مستشفى بيستري. وفي عام 1797، حرر جان بابتيست بوسين المرضى من قيودهم وحظر العقاب البدني، على الرغم أنه بدلاً من ذلك أبقى على استخدام السترات المقيدة. سُمح للمرضى بالتنقل بحرية حول أراضي المستشفى، وفي النهاية استبدلت الأبراج المحصنة المظلمة بغرف مشمسة جيدة التهوية. كان يُنظر إلى نهج بوسين وبينيل على أنه ناجح بشكل ملحوظ، وقاموا لاحقًا بإدخال إصلاحات مماثلة على مستشفى بيتي سالبترير للمرضى من النساء بالأمراض العقلية. وعلى الرغم من أن توك وبينيل وآخرين حاولوا التخلص من القيود الجسدية، إلا أنها ظلت منتشرة حتى القرن التاسع عشر. في ملجأ لينكولن في إنجلترا، كان روبرت جاردينر هيل، بدعم من إدوارد باركر تشارلز وورث، رائدًا في أسلوب العلاج الذي يناسب «جميع أنواع» المرضى، بحيث يمكن الاستغناء عن القيود الجسدية والإكراه - وهو الوضع الذي حققه أخيرًا في عام 1838، وبحلول سبتمبر 1839، لم يعد التقييد والكبح الجسدي مطلوبًا لأي مريض.

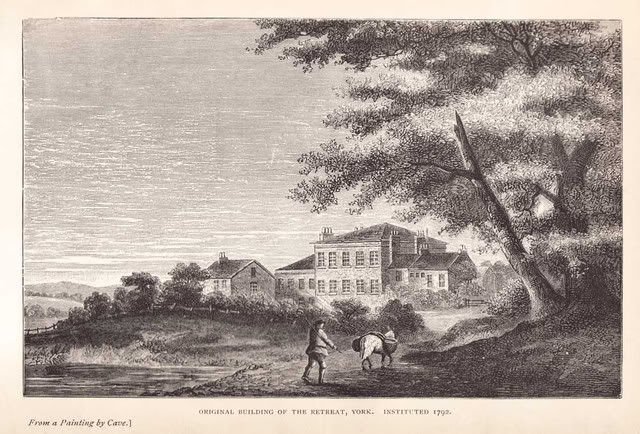
تم بناء يورك ريتريت (حوالي 1796) من قبل وليام توك، أحد رواد العلاج الأخلاقي للامراض النفسية.

## علم فراسة الدماغ

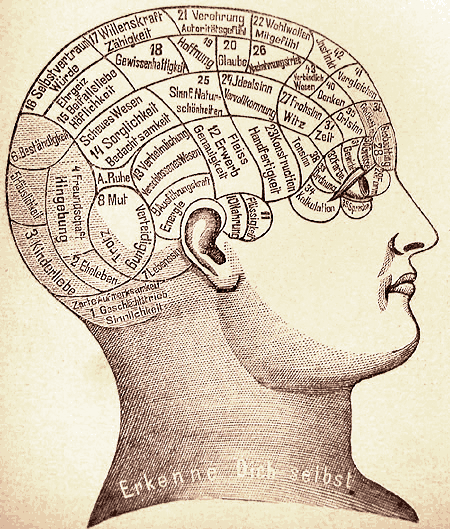
William A. F. Browneكان مصلحًا مؤثرًا في ملاجئى الامراض النفسية في منتصف القرن التاسع عشر، ومدافعًا عن علم الفرينولوجيا الجديد.

طورت مدرسة إدنبرة الطبية في إسكتلندا في القرن الثامن عشر اهتمامها بالأمراض العقلية، حيث أكد المعلمون المؤثرون بما في ذلك ويليام كولين (1710-1790) وروبرت وايت (1714-1766) على الأهمية السريرية للاضطرابات النفسية. وفي عام 1816، قام عالم فراسة الدماغ يوهان سبورزهايم (1776-1832) بزيارة إدنبرة وألقى محاضرات حول مفاهيمه في علم القحف والفرينولوجيا. حيث كانت المفاهيم المركزية للنظام هي أن الدماغ هو عضو العقل وأن السلوك البشري يمكن فهمه بشكل مفيد من الناحية العصبية بدلاً من المصطلحات الفلسفية أو الدينية. كما ركز علماء فراسة الدماغ أيضًا على نمطية العقل.
واستجاب بعض طلاب الطب، بما في ذلك وليام آي إف بروان (1805-1885)، بشكل إيجابي للغاية لهذا المفهوم المادي للجهاز العصبي، وضمنيًا، للاضطراب العقلي. وأصبح جورج كومب (1788-1858)، محامي إدنبرة، داعية لا مثيل له للتفكير الفرينولوجي، وكتب شقيقه، أندرو كومب (1797-1847)، الذي عُين لاحقًا طبيباً للملكة فيكتوريا، أطروحة في علم الفرينولوجيا بعنوان «ملاحظات عن الاضطراب العقلي»(1831). كما أسسوا جمعية إدنبرة للفرينولوجيا في عام 1820.

أدى عمل Otto Loewi إلى تحديد أول ناقل عصبي، وهو أستيل كولين.

## التقدم العلمي

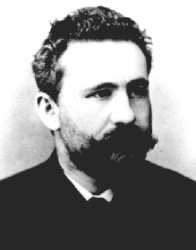
درس العالم Emil Kraepelin وروج لأفكار تصنيف الأمراض للاضطرابات النفسية.

في أوائل القرن التاسع عشر، حقق الطب النفسي تقدمًا في تشخيص الأمراض العقلية من خلال توسيع فئة الأمراض العقلية لتشمل اضطرابات المزاج، بالإضافة إلى مستوى
الوهم أو اللاعقلانية. صاغ مصطلح الطب النفسي ("ψυχιατρική"، الطب النفسي) الذي اشتق من اليونانية "ψυχή" (نفسية: «الروح أو العقل») و "ιατρός" (iatros: «المعالج») يوهان كريستيان رييل في عام 1808. عرّف جان إتيان دومينيك إسكيرول، تلميذ من بينيل، lypemania بأنه «مهووس عاطفيًا» (لديه الاهتمام المفرط بشيء واحد). وكان هذا تشخيصًا مبكرًا للاكتئاب.
قدم القرن العشرين طبًا نفسيًا جديدًا للعالم. وقدمت وجهات نظر مختلفة للنظر في الاضطرابات النفسية. حيث بدأ كريبلين في دراسة وتعزيز أفكار تصنيف الأمراض للاضطرابات النفسية، وهي فكرة قدمها كارل لودفيج كالباوم. تطورت الأفكار الأولية وراء الطب النفسي البيولوجي، التي تنص على أن الاضطرابات النفسية المختلفة كلها بيولوجية بطبيعتها، إلى مفهوم جديد لـ «الأعصاب» وأصبح الطب النفسي تقريبًا تقريبيًا لعلم الأعصاب والطب النفسي العصبي. ومع ذلك، انتقد كريبلين لاعتباره أن مرض انفصام الشخصية مرضًا بيولوجيًا في غياب أي تشوهات نسيجية أو تشريحية يمكن اكتشافها.